# Pavlice (Slovacchia)
Pavlice (in ungherese Páld) è un comune della Slovacchia facente parte del distretto di Trnava, nella regione omonima.